# Nymphon laterospinum
Nymphon laterospinum is een zeespin uit de familie Nymphonidae. De soort behoort tot het geslacht Nymphon. Nymphon laterospinum werd in 1963 voor het eerst wetenschappelijk beschreven door Stock. 